# IMRAD
IMRAD або IMRaD ([ˈɪmræd]) (англ. introduction, methods, results, and discussion) — загальна стандартна структура наукових статей, переважно тих, що містять емпіричні дослідження. Містить вступ, опис методології, результати й обговорення.

## Історія
Першою опублікованою науковою працею такої структури вважається «Études sur la bière» (1876) Луї Пастера. Подібна структура почала вживатися в статтях з медицини в США у 1960-і роки. З 1970-х років IMRAD вважається стандартною структурою наукових статей. У 1972 та 1979 роках Американський національний інститут стандартів зареєстрував його як ANSI Z39.16-1972 (Preparation of Scientific Papers for Written or Oral Presentation). В 1980-і стандарт IMRaD став загальновживаним.

## Розділи статті
Оригінальні наукові статті починаються з інформації про людей, які її виконали, та назви, далі міститься анотація (англ. Abstract), де коротко описано зміст усіх подальших розділів, і ключові слова. Стандартно стаття містить такі розділи:
- Вступ (англ. Introduction) — описує чому виникла потреба в дослідженні та які проблеми воно може вирішити, на яке питання дає відповідь конкретно ця стаття. Повідомляє які дослідження вже існують з цієї теми, який поточний стан досліджень; висвітлює теоретичні відомості, потрібні для розуміння статті.
- Методи (англ. Methods) — як було досягнуто результатів дослідження, ким, де і як воно здійснювалося, з використанням яких матеріалів.
- Результати (англ. Results) — головна за значенням частина статті, де повідомляється які відповіді було отримано.
- Обговорення (англ. Discussion) — що означають відповіді й чому це важливо, як це співвідноситься з дослідженнями інших дослідників, які перспективи подальших досліджень.

Після основних розділів додаються список посилань на джерела, використані в статті. В останню чергу статтю доповнюють додатки з супровідною інформацією та подяки тим, хто допомагав у дослідженні.
Однак, не у всіх виданнях використовується стандарт IMRaD. Наприклад, він може не застосовуватися до передових статей або оглядів перспектив.